# Bill Prady

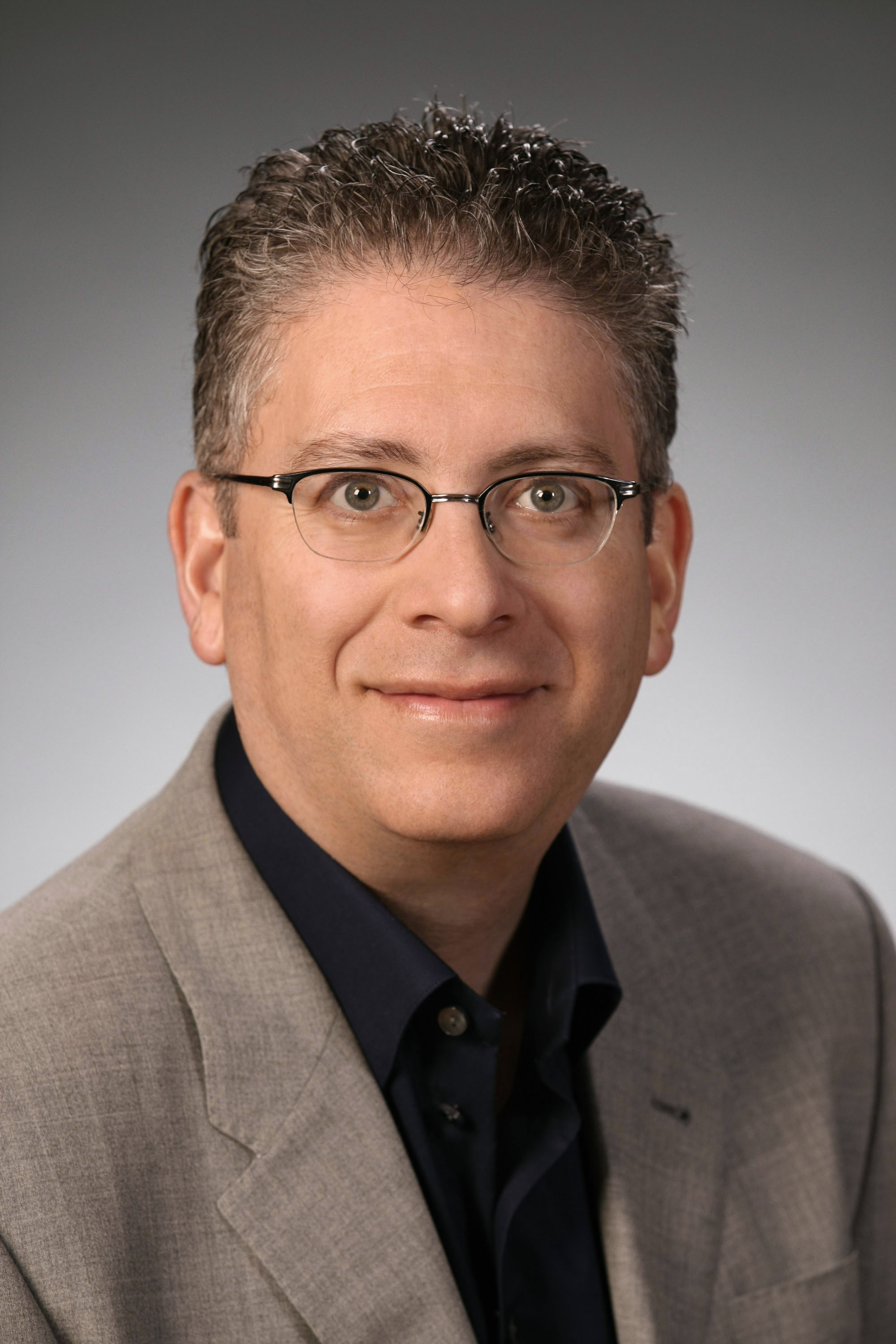
Bill Prady

Bill Prady é co-criador e também produtor executivo da sitcom americana The Big Bang Theory.
Nasceu em 7 de junho de 1960 é um escritor de televisão e produtor que já trabalhou em seriados americanos e vários programas, incluindo Married... with Children, Dream On, Star Trek: Voyager, Dharma & Greg, e Gilmore Girls. Começou a sua carreira trabalhando para The Muppet Show de Jim Henson. Ele escreveu a Disney Attractions Theme Park Jim Henson's Muppet * Vision 3D e Querida, Encolhi a Audiência. Ele é atualmente o produtor executivo e co-criador do seriado da CBS The Big Bang Theory. Em 2003, ele era um candidato para o cargo do governador da Califórnia. Ele é graduado da Escola de Cranbrook em Bloomfield Hills, Michigan. Em 1991, Prady foi nomeado para um prêmio Emmy por co-escrever a homenagem póstuma a Jim Henson, intitulado "The Muppets Celebrate Jim Henson".